# Campionati europei juniores di scherma 2024
I Campionati europei juniores di scherma del 2024 (2024 European Juniors Fencing Championships)  sono stati organizzati dalla Confederazione europea di scherma e si sono svolti a Napoli, in Italia, dal 26 al 29 febbraio 2024.
Nel fioretto, si sono aggiudicati il titolo di campione europeo l'italiano Matteo Iacomoni, che ha battuto in finale il francese Eliot Chagnon, e la britannica Carolina Stutchbury che ha avuto la meglio su Polina Volobueva.
Nella spada l'israeliano Dov Ber Vilensky ha battuto in finale l'elvetico Colin Mumenthaler, mentre tra le donne l'ucraina Anna Maksymenko ha superato la connazionale Emily Conrad.
Nella sciabola il francese Remi Garrigue ha prevalso sull'italiano Edoardo Cantini, mentre la bulgara Emma Neikova ha battuto la magiara Anna Spiesz.
Nei campionati europei juniores a squadre maschili, la nazionale italiana ha prevalso nella finale del fioretto contro la Francia, mentre la nazionale italiana ha vinto nella spada contro la formazione tedesca, ed infine la nazionale rumena ha avuto la meglio sulla compagine francese nella sciabola.
Nei campionati europei juniores a squadre femminili, la nazionale francese ha prevalso nella finale del fioretto contro l'Ungheria, l'Ucraina ha vinto nella spada contro la compagine francese, ed infine la formazione magiara ha avuto la meglio sulla nazionale francese nella sciabola.

## Podi

### Uomini
| Specialità  | Oro                                                                            | Argento                                                              | Bronzo                                                                          |
| Individuali |                                                                                |                                                                      |                                                                                 |
| Fioretto    | Matteo Iacomoni                                                                | Eliot Chagnon                                                        | Alexey Ivanov Oscar Geudvert                                                    |
| Spada       | Dov Ber Vilensky                                                               | Colin Mumenthaler                                                    | Artem Sarkisyan Matthew Bealau                                                  |
| Sciabola    | Remi Garrigue                                                                  | Edoardo Cantini                                                      | Santiago Madrigal Benedek Vigh                                                  |
| A squadre   |                                                                                |                                                                      |                                                                                 |
| Fioretto    | Italia Mattia De Cristofaro Federico Greganti Matteo Iacomoni Gregorio Isolani | Francia Anas Anane Eliot Chagnon Adrien Helmy-Cocoynacq Louis Pradel | Ungheria Albert Bagdany Almos Balint Ambrus Budahazy Mattia Rubin               |
| Spada       | Italia Nicolò Del Contrasto Matteo Galassi Fabio Mastromarino Jacopo Rizzi     | Germania Matthew Buelau Ole Petersen Julius Ruppenthal Jakob Stange  | Israele Fedor Khaperskiy Yehonathan Lambrey Messika Alon Sarid Dov Ber Vilensky |
| Sciabola    | Romania Casian Cidu Vlad Covaliu Mihnea Enache Radu Nitu                       | Francia Tom Couderc Benjamin Ducerf Remi Garrigue Axel Pogu          | Spagna Jorge Casaus Pielago Jaime Florez Santiago Madrigal Asier Olangua        |

### Donne
| Specialità  | Oro                                                                    | Argento                                                                            | Bronzo                                                                        |
| Individuali |                                                                        |                                                                                    |                                                                               |
| Fioretto    | Carolina Stutchbury                                                    | Polina Volobueva                                                                   | Matilde Molinari Garance Roger                                                |
| Spada       | Anna Maksymenko                                                        | Emily Conrad                                                                       | Sofija Prosina Eleonora Orso                                                  |
| Sciabola    | Emma Neikova                                                           | Anna Spiesz                                                                        | Amalia Covaliu Felice Herbon                                                  |
| A squadre   |                                                                        |                                                                                    |                                                                               |
| Fioretto    | Francia Alicia Audibert Keren Aye Pauline Le Chanjour Garance Roger    | Ungheria Luca Kalocsai Anna Kollar Petra Polonyi Eszter Wolf                       | Polonia Marta Jakubowska Natasza Kus Amelia Olszewska Karolina Zurawska       |
| Spada       | Ucraina Emily Conrad Alina Dmytruk Anna Maksymenko Oleksandra Romanova | Francia Thais Naucelle Jardel Anaelle Doquet Oceane Francillonne Garance Palpacuer | Ungheria Blanka Virag Nagy Dorina Wimmer Greta Gachalyi Reka Salamon          |
| Sciabola    | Ungheria Emese Domonkos Csenge Konya Zsanett Kovacs Anna Spiesz        | Francia Roxane Chabrol Alejandra Manga Aurore Patrice Toscane Tori                 | Italia Alessandra Nicolai Maria-Clementina Polli Manuela Spica Mariella Viale |

## Medagliere
| Pos.   | Nazione     | Oro | Argento | Bronzo | Totale |
| ------ | ----------- | --- | ------- | ------ | ------ |
| 1      | Italia      | 3   | 1       | 3      | 7      |
| 2      | Francia     | 2   | 5       | 1      | 8      |
| 3      | Ucraina     | 2   | 1       | 0      | 3      |
| 4      | Ungheria    | 1   | 2       | 3      | 6      |
| 5      | Romania     | 1   | 0       | 1      | 2      |
| 5      | Israele     | 1   | 0       | 1      | 2      |
| 7      | Bulgaria    | 1   | 0       | 0      | 1      |
| 7      | Regno Unito | 1   | 0       | 0      | 1      |
| 9      | Russia      | 0   | 1       | 2      | 3      |
| 9      | Germania    | 0   | 1       | 2      | 3      |
| 11     | Svizzera    | 0   | 1       | 0      | 1      |
| 13     | Spagna      | 0   | 0       | 2      | 2      |
| 14     | Polonia     | 0   | 0       | 1      | 1      |
| 14     | Belgio      | 0   | 0       | 1      | 1      |
| 14     | Lettonia    | 0   | 0       | 1      | 1      |
| Totale | Totale      | 12  | 12      | 18     | 42     |